# Tasiocera (Dasymolophilus) fuscescens
Tasiocera (Dasymolophilus) fuscescens is een tweevleugelige uit de familie steltmuggen (Limoniidae). De soort komt voor in het Palearctisch gebied.